# Slaget vid Grunwald (Matejko)
Slaget vid Grunwald är en målning av Jan Matejko som visar slaget vid Grunwald och alliansen Kungariket Polen-Storfurstendömet Litauens seger över Tyska orden år 1410. Kanvasen dateras till 1878 och är en av de mest heroiska representationerna av Polens historia. Den är utställd på Nationalmuseet i Warszawa.
Målningens huvudfokus är högmästare Ulrich von Jungingens död; en annan central figur är den litauiske hertigen Vytautas (Witold), iklädd rött med ett svärd i händerna. Målningen har såväl hyllats som kritiserats för dess komplexitet. Det är en av Matejkos mest kända verk, och har förmodligen bidragit till den allmänna uppfattningen om slaget vid Grunwald, och dess bestående betydelse för den polska allmänbildningen.